# Antepipona tytides
Antepipona tytides  (лат.) — вид одиночных ос рода Antepipona из семейства Vespidae (Eumeninae).

## Распространение
Юго-Восточная Азия: Индия (Манипур, Мегхалая, Сикким, Западная Бенгалия); Непал; Бутан; Китай (Сычуань); Мьянма; Лаос; Вьетнам.

## Описание
Чёрные осы с оранжевыми отметинами, длина около 1 см. Этот вид можно отличить от сородичей окраской и по следующей комбинации признаков: наличник с очень грубой и плотной пунктировкой, промежутки между точками приподняты, образуя сетчатость, апикальный край глубоко выемчатый; передняя поверхность переднеспинки с плотной пунктировкой сбоку. Вид был впервые описан в 1904 году британским энтомологом Питером Кэмероном (1847—1912).